# Хромовский
Хромовский — посёлок в Доволенском районе Новосибирской области России. Административный центр Ярковского сельсовета.

## География
Площадь посёлка — 22 гектара

## Население
| 2002 | 2007 | 2010 |
| ---- | ---- | ---- |
| 107  | ↘87  | ↘86  |

## Инфраструктура
В посёлке по данным на 2007 год отсутствует социальная инфраструктура.